# 渠江街道
渠江街道，原为渠江镇，是中华人民共和国四川省达州市渠县下辖的一个乡镇级行政单位。2019年12月，撤镇设街道，以原渠江镇胜利社区、后溪社区、和平社区、四合社区、解放社区、北门社区、两路社区、山星社区、流江社区、庆丰社区、珠山村、前峰村所属行政区域为渠江街道的行政区域。

## 行政区划
渠江街道下辖以下地区：
胜利社区、后溪社区、和平社区、四合社区、解放社区、北门社区、两路社区、山星社区、流江社区、庆丰社区、珠山村、前峰村